# Karel Pešek (motorversenyző)
Karel Pešek (Prága, 1992. augusztus 6. –) cseh motorversenyző, jelenleg a MotoGP 125 köbcentiméteres géposztályának tagja. Testvére, Lukáš szintén motorversenyző.
A sorozatban 2007-ben mutatkozhatott be, ekkor egy versenyen indult. 2008-ban két, 2009-ben három versenyen vett részt.

## Külső hivatkozások
- Profilja a MotoGP hivatalos weboldalán[halott link]